# Evan Thompson
Evan Thompson (1962) é um filósofo estadunidense. Professor de Filosofia da Universidade da Colúmbia Britânica, pesquisa e escreve sobre ciência cognitiva, fenomenologia, filosofia da mente e filosofia transcultural, especialmente filosofia budista em diálogo com a filosofia ocidental da mente e os estudos da cognição.

## Carreira
Quando criança, Thompson foi educado em casa na Lindisfarne Association, um retiro fundado por seu pai, William Irwin Thompson. Em 1977, ele conheceu o neurobiólogo chileno Francisco Varela quando participavam de uma conferência organizada por Gregory Bateson e seu pai. Thompson recebeu um Ph.D. em Filosofia pela Universidade de Toronto em 1990 e um bacharelado em Estudos Asiáticos pelo Amherst College em 1983.
Na Universidade Iorque, foi membro do Centro de Pesquisas da Visão. Além disso, participou do Centro de Pesquisa de Subjetividade na Universidade do Colorado em Boulder. Ele trabalhou com Varela no Centre de Recherche en Epistémologie Appliquée (CREA) na Escola Politécnica em Paris. Durante esse tempo, produziram com Eleanor Rosch The embodied mind, que introduziu a abordagem da ciência cognitiva conhecida como enativismo.

## Publicações
- Francisco Varela, Evan Thompson e Eleanor Rosch, The Embodied Mind: Cognitive Science and Human Experience. MIT Press, 1991.
- Colour Vision: A Study in Cognitive Science and the Philosophy of Perception Routledge Press, 1995
- Between Ourselves: Second Person Issues in the Study of Consciousness. Imprint Academic, 2001. Published also as a special triple issue of the Journal of Consciousness Studies
- Alva Noe and Evan Thompson, eds., Vision and Mind: Selected Readings in the Philosophy of Perception. MIT Press, 2002.
- The Problem of Consciousness: New Essays in Phenomenological Philosophy of Mind. Canadian Journal of Philosophy, Supplementary Volume 29: 2003. University of Alberta Press
- Giovanna Colombetti and Evan Thompson, eds., Emotion Experience. Imprint Academic, 2005. Published also as a special triple issue of the Journal of Consciousness Studies
- The Cambridge Handbook of Consciousness. Edited by Philip David Zelazo, Morris Moscovitch, Evan Thompson, May 2007 Cambridge University Press: Cambridge Handbooks in Psychology series, ISBN 978-0-521-67412-6
- Mind in Life: Biology, Phenomenology, and the Sciences of Mind. Harvard University Press, 2010, ISBN 978-0-674-05751-7
- Waking, Dreaming, Being: Self and Consciousness in Neuroscience, Meditation, and Philosophy. Columbia University Press, 2014, ISBN 978-0-231-13709-6
- Why I am Not a Buddhist. Yale University Press, 2020 ISBN 978-0-300-22655-3